# Kaouthmen Ghanmi
Kaouthmen Ghanmi, née le 4 septembre 1980, est une lutteuse tunisienne. 

## Carrière
Dans la catégorie des moins de 68 kg, elle est médaillée de bronze aux championnats d'Afrique 2000 et médaillée d'argent aux championnats d'Afrique 2001. Dans la catégorie des moins de 67 kg, elle obtient la médaille d'argent aux championnats d'Afrique 2002 et 2003 puis la médaille d'or aux championnats d'Afrique 2004. Sa dernière médaille continentale est obtenue aux championnats d'Afrique 2005 avec une deuxième place dans la catégorie des moins de 67 kg.